# Яблунівська сільська рада (Гусятинський район)
Яблуні́вська сільська́ ра́да — колишня адміністративно-територіальна одиниця та орган місцевого самоврядування в Гусятинському районі Тернопільської області. Адміністративний центр — с. Яблунів.

## Загальні відомості
- Територія ради: 30,013 км²
- Населення ради: 1 971 особа (станом на 2001 рік)
- Територією ради протікає річка Нічлава

З 30 липня 2018 р. у складі Копичинецької міської громади.

## Населені пункти
Сільській раді підпорядковані населені пункти:
- с. Яблунів
- с. Рудки

## Склад ради
Рада складається з 18 депутатів та голови.
- Голова ради:
- Секретар ради: Ткачик Ярослава Михайлівна

### Керівний склад попередніх скликань
| Прізвище, ім'я, по батькові  | Основні відомості                                                 | Дата обрання | Дата звільнення |
| ---------------------------- | ----------------------------------------------------------------- | ------------ | --------------- |
| Шастків Михайло Іванович     | Сільський голова, 1959 року народження, безпартійний              | 26.03.2006   | 31.10.2010      |
| Івачевський Ярослав Іванович | Сільський голова, 1961 року народження, освіта вища, безпартійний | 31.10.2010   | 23.12.2014      |

Примітка: таблиця складена за даними сайту Верховної Ради України

### Депутати
За результатами місцевих виборів 2010 року депутатами ради стали:

#### За суб'єктами висування
| Суб'єкт висування | Кількість обраних депутатів | %  |
| ----------------- | --------------------------- | -- |
| Єдиний Центр      | 9                           | 50 |
| Самовисування     | 9                           | 50 |

#### За округами
| № округу      | Прізвище, ім'я, по батькові      | Дата визнання обраним | Освіта  | Партійна приналежність | Відомості про обраного депутата                  |
| ------------- | -------------------------------- | --------------------- | ------- | ---------------------- | ------------------------------------------------ |
| Єдиний Центр  |                                  |                       |         |                        |                                                  |
| 1             | Лаванець Юлія Володимирівна      | 01.11.2010            | вища    | позапартійна           | Яблунівська музична школа, вчитель               |
| 4             | Шевчук Мирослав Володимирович    | 01.11.2010            | вища    | позапартійний          | Яблунівська музична школа, директор              |
| 6             | Матіяш Марія Григорівна          | 01.11.2010            | вища    | позапартійна           | Яблунівська сільська рада, землевпорядник        |
| 8             | Шастків Іван Степанович          | 01.11.2010            | середня | позапартійний          | підприємець                                      |
| 9             | Левенець Роман Васильович        | 01.11.2010            | вища    | позапартійний          | Св'ященник                                       |
| 11            | Федоришин Ольга Євгенівна        | 01.11.2010            | вища    | позапартійна           | Теребовлянський УМВСУ, головний бухгалтер        |
| 12            | Шимків Михайло Михайлович        | 01.11.2010            | середня | позапартійний          | СВГПшеничне перевесло, директор                  |
| 14            | Ткачик Ярослава Михайлівна       | 01.11.2010            | вища    | позапартійна           | Яблунівська сільська рада, секретар              |
| 15            | Рогатинський Михайло Ярославович | 01.11.2010            | вища    | позапартійний          | ТОВМрія-Центр                                    |
| Самовисування |                                  |                       |         |                        |                                                  |
| 2             | Білошицька Людмила Романівна     | 01.11.2010            | вища    | позапартійна           | Дитячий протитуберкульозний санаторій, бухгалтер |
| 3             | Богирешта Оксана Ярославівна     | 01.11.2010            | вища    | позапартійна           | Яблунівська загальноосвітня школа, зауч          |
| 5             | Триснюк Марія Романівна          | 01.11.2010            | вища    | позапартійна           | тимчасово не працює                              |
| 7             | Олійник Богдан Семенович         | 01.11.2010            | вища    | позапартійний          | Копичинецьке лісництво, інженер                  |
| 10            | Дрозд Володимир Богданович       | 01.11.2010            | вища    | позапартійний          | Хоростківський РЕМ, інженер                      |
| 13            | Паскевич Іван Романович          | 01.11.2010            | середня | позапартійний          | тимчасово не працює                              |
| 16            | Ясінський Андрій Ярославович     | 01.11.2010            | вища    | позапартійний          | Копичинецька лікарня, лікар                      |
| 17            | Ясьончик Ганна Миколаївна        | 01.11.2010            | вища    | позапартійна           | ПАП «Гетьман», бухгалтер                         |
| 18            | Гусак Володимир Іванович         | 01.11.2010            | середня | позапартійний          | тимчасово не працює                              |